# Överlevarna
Överlevarna är ett svenskt underhållningsprogram på SVT från 2023. 

## Handling
I serien deltar sex kändisar som samtliga överlevt en fiktiv apokalyps och ska nu skapa en ny civilisation. I skogen där de befinner sig måste de övervinna sina rädslor för att lösa de utmaningar som de ställs inför. Det kan exempelvis handla om att valla djur genom en bana eller fixa en dejt till en utomstående person med en i laget. Programledare/domare är Claes Malmberg.

## Produktion
Den svenska upplagan är baserad på det brittiska programmet Outsiders som gick år 2021 på Dave Channel med David Mitchell som programledare. Första säsongen av den svenska serien består av åtta avsnitt. Programmet spelades in i närheten av Bogesund utanför Vaxholm i Stockholms län.

## Medverkande
- Claes Malmberg - domare
- Sissela Benn
- Nisse Hallberg
- Evelyn Mok
- Torbjörn Averås Skorup
- Christoffer Nyqvist
- Johanna Hurtig Wagrell